# Бафило
Бафило (англ. Bafilo) — город в африканской республике Того.
Центр народа эве, городок имеет значение культурного и сельскохозяйственного центра. Колониальное наследие отразилось в архитектуре.
Во время Первой мировой войны 13 августа 1914 года в Бафило произошла стычка между французскими и немецкими войсками. Французские войска впервые пересекли границу между французской Дагомеей и немецким Того 8 или 9 августа 1914 года, и вступили в контакт с немецкими войсками 13 августа в районах Сансане-Мангу и Сокоде-Бальфило. После небольшого боя французская рота отступила, столкнувшись с более сильным сопротивлением, чем они ожидали.
Хотя технически это была победа немецких войск, она не остановила наступление союзников, и к концу августа колония была сдана союзникам.